# Station Kamień Śląski
Station Kamień Śląski is een spoorwegstation in de Poolse plaats Kamień Śląski.